# Centrale nucleare di Greifswald
La centrale nucleare di Greifswald è una centrale nucleare della Germania situata presso la località di Greifswald nel Meclemburgo-Pomerania Anteriore. La centrale è composta da 8 reattori VVER da 408 MW di potenza ognuno. Era il più vasto programma (ed anche l'unico completato, sebbene solo in parte) nucleare della Germania Est. La centrale in origine doveva essere composta da 8 reattori, solo 5 però furono completati prima della riunificazione tedesca. Alla riunificazione furono infatti valutate le misure di sicurezza degli impianti, visti insufficienti per gli standard occidentali ed essendo l'adeguamento non economicamente conveniente, si è proceduto alla chiusura dell'impianto.
Al momento la centrale è stato il più vasto progetto di decommissioning al mondo, interessando 5 reattori contemporaneamente in un unico impianto. Il reattore 5 è anche un banco di prova per molte tecniche di decommissioning, essendo classificato come rifiuto radioattivo ma con una dose ai lavoratori molto inferiore rispetto agli altri omologhi impianti, avendo funzionato per solo alcuni mesi.